# STANDARD (locofrankのアルバム)
『STANDARD』（スタンダード）は、locofrankの4枚目のアルバム。

## 解説
- 前作から約2年ぶりとなるアルバム。

## 収録曲
1. CROSSOVER
PVも制作された。
2. Gold mine
3. Pack of mutts
4. YOUR BACK
5. Pledge
6. HOPE
シングル。5年間バンドの音響を務め、やめることとなったスタッフへの感謝の曲である。
7. Desperado
イーグルスのカヴァー。
8. portmanteau
9. cycled promises
10. proof of my life
11. signpost
12. Birth